# Kolostorboltozat

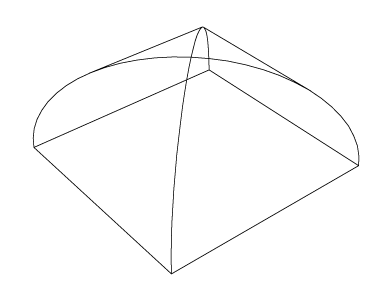
Kolostorboltozat

A kolostorboltozat vaknegyedekből (-hatodokból, -nyolcadokból stb.) alkotott, a vállvonal mentén folyamatos alátámasztást igénylő, zárt boltozat. Nemcsak négyzet, téglalap és általános négyszög, hanem szabályos sokszög fölé is építhetjük; ez utóbbi a kolostor-kupolaboltozat.

## Külső hivatkozások
- oszk.hu: terminológia – PDF, ábrákkal
- BME, Épületszerkezet Tanszék: Boltozatok – PDF, ábrákkal